# Marquesado de Benicarló
El marquesado de Benicarló es un título nobiliario español creado por el rey Alfonso XIII en favor de Juan Pérez San Millán y Miquel, diputado a Cortes y senador del reino, el 7 de julio de 1905 por real decreto y el 23 de noviembre del mismo año por real despacho.
Su denominación hace referencia al municipio de Benicarló, en la provincia de Castellón, Comunidad Valenciana.

## Marqueses de Benicarló
|                           | Titular                                       | Periodo                   |
| Creación por Alfonso XIII | Creación por Alfonso XIII                     | Creación por Alfonso XIII |
| ------------------------- | --------------------------------------------- | ------------------------- |
| I                         | Juan Pérez San Millán y Miquel                | 1905-1937                 |
| II                        | Guillermo Pérez Sanmillán y Fontanals         | 1951-¿?                   |
| III                       | Sara Pérez Sanmillán y Fontanals              | 1978-¿?                   |
| IV                        | Cristóbal Colón de Carvajal y Pérez Sanmillán | 1984-2012                 |
| V                         | María Victoria Colón de Carvajal y Añó        | 2013-presente             |

## Historia de los marqueses de Benicarló
La lista de sus titulares es la que sigue:
- Juan Pérez San Millán y Miquel, I marqués de Benicarló, diputado a Cortes, senador del reino, presidente del Consejo de Obras Públicas, gentilhombre de cámara con ejercicio del rey Alfonso XIII. En 1937, en su domicilio de la calle de Almagro, 23 (Madrid), le fueron incautadas las obras de arte que albergaba la vivienda.[4]

Se casó con Emilia Fontanals y Pujals. El 13 de julio de 1951 le sucedió su hijo:
- Guillermo Pérez Sanmillán y Fontanals, II marqués de Benicarló, mayordomo de semana del rey y caballero de la Real Hermandad del Santo Cáliz de Valencia.

Se casó con María del Pilar Fernández Villota. Sin descendientes. El 7 de enero de 1978 —previa orden del 22 de febrero de 1977 para que se expida la carta de sucesión (BOE del 18 de marzo)— le sucedió su hermana:
- Sara Pérez Sanmillán y Fontanals, III marquesa de Benicarló.

Se casó con Adolfo Ortembach y Felíu, barón de Bogel. Sin descendientes. El 26 de octubre de 1984 —tras la solicitud de sucesión el 28 de octubre de 1983 (BOE del 15 de noviembre) y la orden del 13 de julio del año siguiente para que se expida carta de sucesión (BOE del 12 de septiembre)— le sucedió su sobrino:
- Cristóbal Colón de Carvajal y Pérez Sanmillán (1938-2012), IV marqués de Benicarló.

Se casó con María de la Encarnación Añó Ballester. El 9 de julio de 2013 —tras la solicitud de sucesión el 14 de febrero de ese año (BOE del 19 de marzo) y la orden del 28 de mayo para que se expida carta de sucesión (BOE del 11 de junio)— le sucedió su hija:
- María Victoria Colón de Carvajal y Añó (n. 1966), V marquesa de Benicarló.